# Harry Fitch Klinefelter
Harry Fitch Klinefelter (ur. 20 marca 1912 w Baltimore, zm. 20 lutego 1990) – amerykański reumatolog i endokrynolog. Twórca pierwszego opisu zespołu wad fenotypowych spowodowanych obecnością przynajmniej jednego dodatkowego chromosomu X w kariotypie mężczyzny – zwanych zespołem Klinefeltera.

## Życiorys
Początkowo Klinefleter studiował na University of Virginia w Charlottesville, następnie na Johns Hopkins School of Medicine. Po ukończeniu studiów w 1937 rozpoczął specjalizację z chorób wewnętrznych na Johns Hopkins Hospital. W latach 1941–42 pracował w Massachusetts General Hospital w Bostonie. Podczas pracy, pod opieką Fullera Albrighta, opisał 9 przypadków mężczyzn z ginekomastią i azoospermią, bez zaburzeń wydzielania androgenów przez komórki Leydiga oraz ze zwiększoną sekrecją FSH. Były to pierwsze opisane przypadki zespołu nazwanego potem jego nazwiskiem. Początkowo podejrzewał endokrynne podłoże zespołu i sugerował istnienie drugiego jądrowego hormonu, lecz następnie jako przyczynę choroby uznał zaburzenie chromosomalne.
W latach 1943–46 Klinefelter służył w siłach zbrojnych, po czym powrócił do pracy w Johns Hopkins Hospital, gdzie pracował do końca swej naukowej kariery. W roku 1966 uzyskał tytuł profesora nadzwyczajnego. Odszedł na emeryturę w wieku 76 lat.